# Mauretaniens flagga
Mauretaniens flagga antogs av Mauretanien den 15 augusti 2017. Flaggan är grön med en femuddig stjärna och en liggande månskära i gult i mitt, och smala röda band längs övre och undre kanten. Flaggan är med proportionerna 2:3.

## Symbolik
Grönt är islams färg, och symboliserar den dominerande religionen i landet vars officiella namn på franska är Republique islamique de Mauritanie (Islamska republiken Mauretanien). Grönt, gult och rött är de panafrikanska färgerna och återspeglar Mauretaniens geografiska läge på den afrikanska kontinenten. Färgerna kan även tolkas som representanter för hoppet (grönt) Saharaöknens sand (gult) och blodet som offrats i kampen för självständighet (rött). Månskäran och stjärnan är islamska symboler som ursprungligen kommer från det osmanska riket.

## Historik
Mauretaniens ursprungliga flagga antogs den 1 april 1959, strax innan självständigheten från det franska samväldet. Flaggan var grön med en femuddig stjärna och en liggande månskära i gult.
En folkomröstning hölls 2017 av president Muhammad Ould Abdel Aziz om att byta flaggan, avskaffa senaten och andra konstitutionella tillägg. Folkomröstningen var lyckad och den nya flaggan, med röda kanter, antogs den 15 augusti 2017.

### Tidigare flaggor

Mauretaniens tidigare flagga (1 april 1959 - 15 augusti 2017)